# Tunnel de Sampanges
Le tunnel de Sampanges, dit aussi tunnel de Gimouille, est un tunnel ferroviaire, fermé et désaffecté, de la ligne de Moret - Veneux-les-Sablons à Lyon-Perrache.
Ouvert en 1850 par la Compagnie du chemin de fer du centre. En 1987, la société nationale des chemins de fer français (SNCF) le ferme, du fait de désordres de sa structure, et le remplace par une déviation évitant la colline de Sampanges entre Nevers et Saincaize. En 2013, il est vendu au propriétaire des terres situées au-dessus.

## Situation ferroviaire
Long de 359 mètres le tunnel de Sampanges est situé, sur un tronçon fermé et désaffecté, au point kilométrique (PK) 262,487 de la ligne de Moret - Veneux-les-Sablons à Lyon-Perrache, entre les gares de Nevers et de Saincaize.

## Histoire

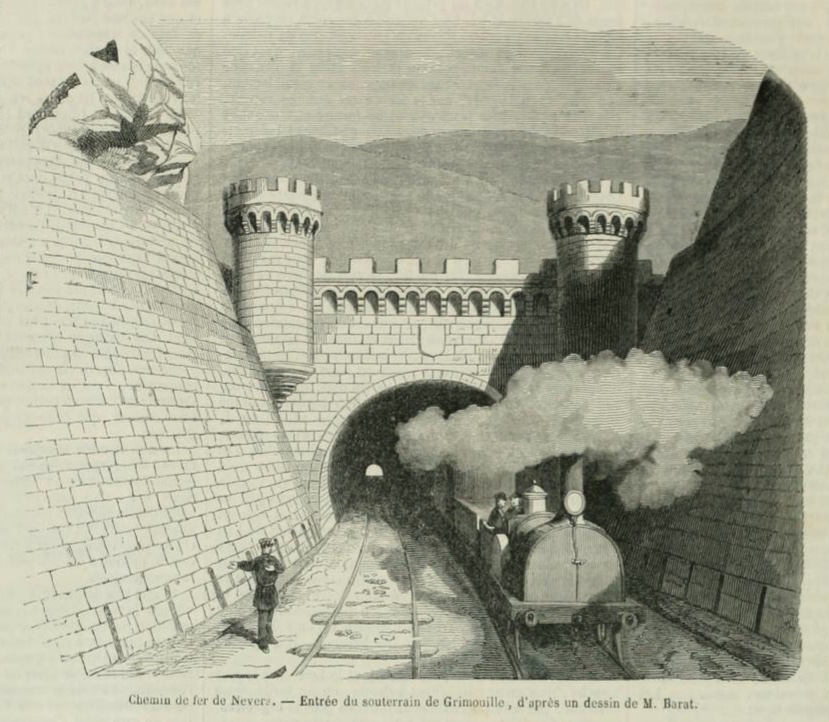
Gravure du journal l'Illustration d'après un dessin de Jean-Claude Barat (1756-1855).

Le tunnel de Sampanges est officiellement mis en service le 5 octobre 1850, par la Compagnie du chemin de fer du centre, lorsqu'elle ouvre à l'exploitation les 33 km du tronçon de Nerondes au Guenin et à Nevers. L'inauguration a lieu le dimanche 20 octobre.
En 1864, on note que le tunnel dispose de deux repères métalliques marquant l'altitude scellés en tête de la culée : côté Nevers, inscription 182,793 m et côté Saincaize, inscription 182,784 m.
En 1967, un contournement en tranchée est mis en service pour éviter le tunnel qui présente des « désordres récurrents ».

## Patrimoine

### Patrimoine ferroviaire
En 2018, lors des journées européennes du patrimoine le tunnel est exceptionnellement ouvert à la visite.

### Patrimoine écologique
Le tunnel abandonné est une cavité souterraine référencée au niveau du département. En période d'hibernation, il accueille des chauves-souris de type Grand Murin (Myotis myotis) et Barbastelle (Barbastella barbastellus) qui sont des espèces d'intérêt européen.